# Schlacht am Hulao-Pass
Sishui-Pass – Hulao-Pass – Jieqiao – Guandu – Changban – Chibi – Tong-Tor – Hefei – Dingjun – Fancheng – Xiaoting – Südliche Kampagne – Shiting – Jieting – Nördliche Expeditionen – Wu-Zhang-Ebene

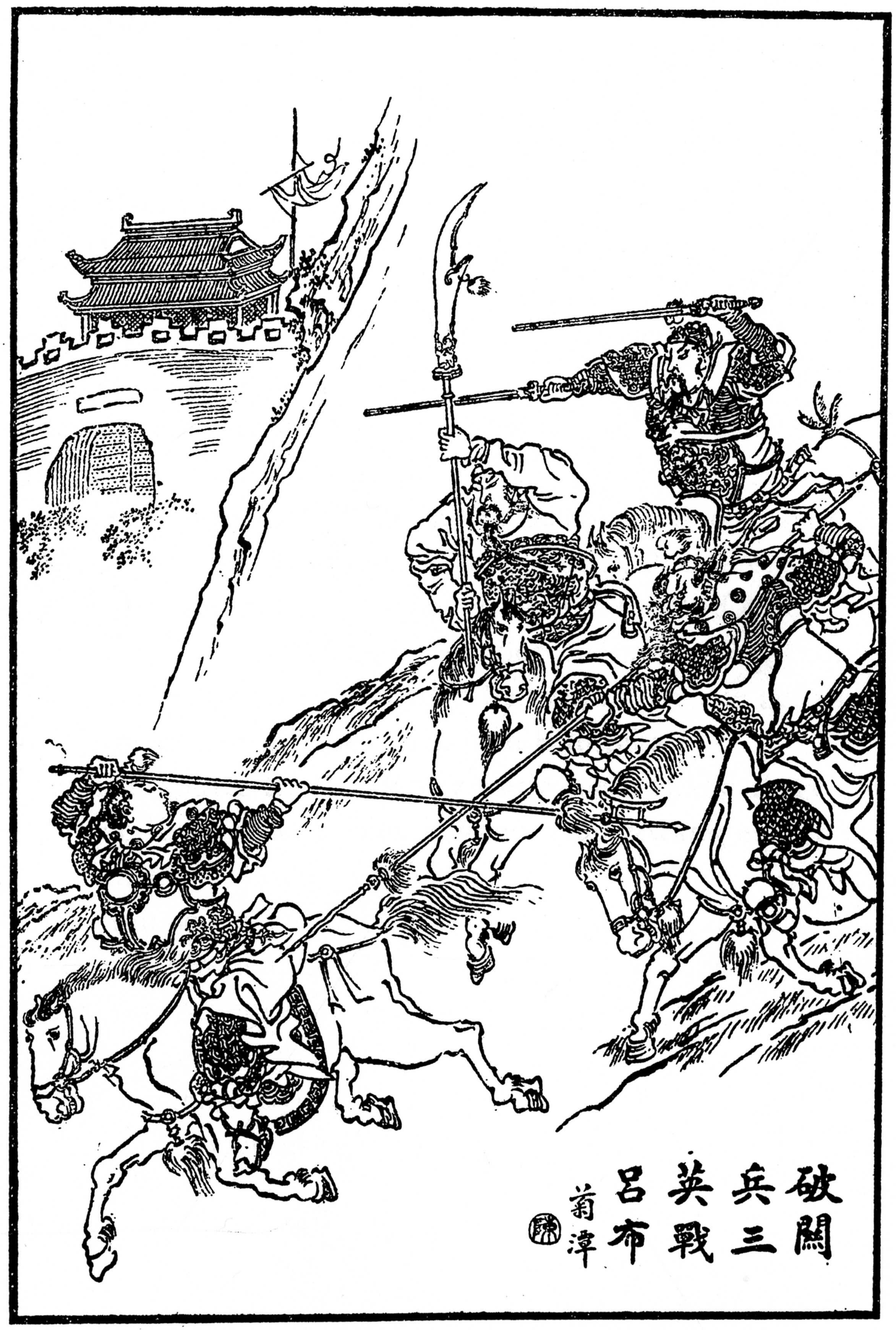
Lü Bu ringt mit den drei Brüdern: Liu Bei, Guan Yu und Zhang Fei. Holzschnitt aus einer Qing-Ausgabe der Geschichte der Drei Reiche

Die Schlacht am Hulao-Pass (虎牢關之戰) war eine Schlacht in China im Jahre 190 am Beginn der Zeit der Drei Reiche.
Der Warlord Dong Zhuo hatte im Jahr 189 den jungen Kaiser Liu Bian abgesetzt und in der Hauptstadt Luoyang dessen jüngeren Bruder Liu Xie zum Kaiser erhoben (als Kaiser Xian), um ihn als Marionette zu gebrauchen. Seine Herrschaft missfiel den mächtigen Warlords und Gouverneuren des Reiches, die auf Betreiben Cao Caos eine Koalition gegen Dong Zhuo gründeten, die von Yuan Shao angeführt wurde. Ein Jahr später kam es am Hulao-Pass zum ersten Aufeinandertreffen der Kontrahenten, die zu Gunsten der Koalition ausging. Dong Zhuo verlegte daraufhin die Hauptstadt von Luoyang nach Chang’an (heute Xi’an).
Aus historischen Quellen sind über die Schlacht keine Einzelheiten überliefert. Der historische Roman Die Geschichte der Drei Reiche von Luo Guanzhong aus dem 14. Jahrhundert schmückt sie jedoch mit zahlreichen, meist fiktiven Geschichten aus. So kämpfen die drei Eidsbrüder Liu Bei, Guan Yu und Zhang Fei vereint gegen Dong Zhuos Ziehsohn und General Lü Bu, der sich schließlich zurückziehen muss. Danach forderte er Sun Jian, einen der Generäle der Koalition, zum Zweikampf heraus. Nach einem harten Duell muss Sun Jian sich mit seinen Truppen zurückziehen.
Koordinaten: 34° 52′ 57,18″ N, 113° 56′ 6,32″ O